# 금노상
금노상(1953년 4월 29일 ~ )은 대한민국의 지휘자이다.

## 생애
부산에서 출생하였으며 지난날 한때 경상남도 창원에서 잠시 유아기를 보낸 적이 있는 그는 서울에서 성장하였으며 서울예술고등학교와 한양대학교 음악대학에서 피아노를 전공했다. 대학 재학 중이던 1975년에  영 필하모니 오케스트라를 지휘해 데뷔했다. 1980년 오스트리아로 유학, 빈 국립 음악원에서 오트마 주이트너에게 지휘를 배웠다. 1985년에 귀국 후  국내 각지의 관현악단과 공연했으며, 1989년 광주 시립 교향악단의 상임 지휘자로 부임해 악단 발전에 크게 기여했다는 평가를 받았다. 1994년에는 인천 시립 교향악단의 상임 지휘자로 발탁되어 악단 규모를 확대하고, 브루크너의 교향곡과 리하르트 슈트라우스, 말러, 스트라빈스키 등의 근현대 난곡을 적극적으로 다루어 화제가 되기도 했다.
2006년에 광주 시립 교향악단의 상임 지휘자로 재차 부임해 2007년까지 재직했으며, 중앙대학교 음악대학 교수로도 활동하고 있다. 
2011년부터 대전시립교향악단 제7대 예술감독 겸 상임지휘자로 취임하면서 관객들로부터 절대적인 호응을 이끌어내며 마스터즈 시리즈 시즌 전회 매진의 기록을 세우고 있고, 한국 오케스트라 최초 무지크페어라인 골드홀을 비롯한 체코 프라하 스메타나홀, 헝가리 부다페스트, 독일 뮌헨으로이어지는 유럽투어에서 유럽인들의 뜨거운 기립박수를 이끌어 냈다.

## 소속
- 중앙대학교 음악대학 교수

## 가족
그의 아버지는 작곡가 금수현이며, 지휘자 금난새는 그의 형이다. 

## 학력
- 서울예술고등학교 졸업
- 한양대학교 피아노학과 졸업
- 오스트리아 빈국립음악대학교 음악대학원 지휘과 졸업 (음악학 석사)

| 전임 하니 헨닝 1988 | 광주 시립 교향악단 상임 지휘자 1989-1994 | 후임 니콜라이 디아디오우라 1994-1996 |

| 전임 김중석 1992-1993 | 인천 시립 교향악단 상임 지휘자 1994년-2004년 | 후임 천 줘황(첸 주오황) 2006- |

| 전임 김용윤 1999-2004 | 광주 시립 교향악단 상임 지휘자 2006-2007 | 후임 구자범 2009- |

| 전임 장윤성 2009-2010 | 대전시립교향악단 예술감독 겸 상임 지휘자 2011-현 |  |